# Dorcadion inspersum
Dorcadion inspersum là một loài bọ cánh cứng trong họ Cerambycidae.